# Sarothroceras alluaudi
Sarothroceras alluaudi là một loài bướm đêm trong họ Noctuidae.